# Kurt Gunnar Wik
Kurt Gunnar Wik (ur. 1916, zm. 1994) – szwedzki urzędnik konsularny.

## Życiorys
W 1946 wstąpił do szwedzkiej służby zagranicznej, pełniąc funkcje urzędnicze w przedstawicielstwach dyplomatyczno-konsularnych Szwecji początkowo w Paryżu, Rabacie (1964) i Belgradzie, następnie wicekonsula w Nowym Jorku (1965-1966) i Minneapolis (1967-1969), konsula Szwecji (oraz Norwegii i Danii) w Gdańsku (1969-1970). Konsul o wydarzeniach poinformował nie tylko swoją Ambasadę w Warszawie, lecz i Radio Wolną Europę a następnie z dniem 30 grudnia 1970 został uznany za personę non grata i wydalony. Funkcję konsula Szwecji Wik pełnił też w Stambule (1971-1972).